# Jill Jones
Jill Jones (* 11. Juli 1962 in Lebanon, Ohio) ist eine US-amerikanische Sängerin, Begleitsängerin und Songwriterin. Sie arbeitete unter anderem mit Prince, Rick James und Teena Marie zusammen. Jones veröffentlichte drei Studioalben, die kommerziell allerdings nicht erfolgreich waren. Ihr musikalischer Stil ist der Musikrichtung Funk, Popmusik und Rockmusik zuzuordnen.

## Leben

### Kindheit und Jugend
Jill Jones wurde 1962 in Lebanon in Ohio geboren. Ihre Mutter Winnie Martin Jones war eine Schwarze und arbeitete als Model, sie starb im Jahr 1995 an Krebs. Jones’ Vater ist Italiener und war Jazz-Schlagzeuger, zu ihm hat sie allerdings keinen Kontakt – er sei lediglich „Samenspender“ gewesen. Jones wuchs hauptsächlich bei ihren Großeltern auf, bis ihre Mutter ein zweites Mal heiratete und mit der Familie nach Los Angeles in Kalifornien zog. Dort wohnte Jones mit ihrer Mutter, ihrem Stiefvater Fuller Gordy (* 9. September 1918; † 9. November 1991), ihrer Stiefschwester Iris Gordy und mit der US-amerikanischen Sängerin Teena Marie in einem Haus zusammen. Marie sei für sie wie eine leibliche Schwester gewesen, die sie niemals gehabt hatte, sagte Jones über Teena Marie nach deren Tod. Sie brachte Jones gelegentlich zur Schule und die beiden verbrachten ihre Freizeit mit Freunden zusammen. Durch Marie habe Jones ihren eigenen Stil gefunden. Zudem habe ihr Marie das Songwriting beigebracht.
Jones’ Stiefvater Fuller Gordy war der Bruder von Berry Gordy, Gründer vom Musiklabel Motown. Dadurch wurde sie bereits als Teenager mit Menschen aus der Musikindustrie konfrontiert. In Los Angeles besuchte Jones die Beverly Hills High School, die sie jedoch im Alter von 15 Jahren verließ. Ursprünglich wollte sie Rechtsanwältin werden, doch nachdem sie mit Teena Marie auf Tournee war und mit Rick James zusammenarbeite, entschloss sich Jones, Musikerin zu werden.

### Familie
Jones ist einmal geschieden und aus dieser Ehe stammt ihre Tochter mit Künstlernamen Zuzu (* 23. Juli 1995), die ebenfalls Sängerin ist. Seit 2010 ist Jones mit einem deutschen Mann verheiratet. Jones’ Onkel Earl Jones († 2002), der Bruder von ihrer Mutter, wurde von Prince in den 1980er Jahren als sein persönlicher Hairstylist angestellt.

## Karriere

### Zusammenarbeit mit Prince (1980–1989)
Seit 1980 war Jill Jones Backgroundsängerin in der Band von Teena Marie und übernahm die Backing Vocals auf Maries fünf Studioalben Lady T und Irons in the Fire (beide 1980 erschien), It Must Be Magic (1981), Starchild (1984) und Love Songs (2000), während Jones’ Mutter Managerin von Marie war. Als Marie mit ihrer Begleitband bei dem US-amerikanischen Musiker Prince bei dessen Dirty-Mind-Tour im Dezember 1980 als Vorgruppe auftrat, trafen sich Jones und Prince zum ersten Mal.
1982 lud Prince Jones in das Sunset Studio – einem Tonstudio in Los Angeles – ein, damit sie ihn bei den Aufnahmen zu seinem fünften Studioalbum 1999 unterstützen konnte. Jones übernahm die Backing Vocals bei den Songs 1999, Automatic, Free und Lady Cab Driver. Ferner wirkte sie in den Musikvideos von 1999, Little Red Corvette und Automatic mit. Außerdem nahm sie von 1982 bis 1983 an der 1999-Tour teil, bei der sie die Backing Vocals von der Vorgruppe Vanity 6 übernahm.
Im Jahr 1983 zog Jill Jones nach Minneapolis in Minnesota, um an weiteren Musikprojekten von Prince teilzunehmen, der ebenfalls in Minneapolis wohnte. Beispielsweise übernahm Jones eine kleine Nebenrolle als Kellnerin im Prince-Film Purple Rain, der im Jahr 1984 knapp 70 Millionen US-Dollar einspielte. Auch im Prince-Film Graffiti Bridge (1990) spielte Jones eine kleine Nebenrolle. Der Song Mia Bocca ist als Instrumentalversion im Hintergrund des Prince-Films Under the Cherry Moon – Unter dem Kirschmond (1986) zu hören.
Am 15. April 1987 unterzeichnete Jill Jones einen Schallplattenvertrag bei Prince’ Musiklabel Paisley Park Records. Am 26. Mai wurde dann ihr Debütalbum Jill Jones veröffentlicht, auf dem Prince alle Songs komponierte und sämtliche Instrumente selbst einspielte. „Es war nicht mein Aussehen, es war meine Stimme, die Prince auf mich aufmerksam gemacht hat. Er hat meine erste LP produziert, weil ihm die Songs gefallen haben. Aus keinem anderen Grund“, merkte Jones an. Clare Fischer wirkte auf dem Album ebenfalls mit. Kommerziell erfolgreich war das Album und die drei Singleauskopplungen Mia Bocca (italienisch: Mein Mund), G-Spot und For Love nicht.
Im Herbst 1988 flog Jill Jones nach England, um dort an einem zweiten Album zu arbeiten, das ebenfalls bei dem Label Paisley Park Records veröffentlicht werden sollte. Im Sommer 1989 nahm sie dann mit Prince die bis heute (2025) drei unveröffentlichten Songs Boom Boom (Can’t U Feel the Beat of My Heart), Flesh and Blood und My Baby Knows – auch unter den Namen My Baby Knows How to Love Me bekannt – im Paisley Park Studio auf; zu Boom Boom (Can’t U Feel the Beat of My Heart) produzierte Prince auch ein Musikvideo. Aber das Album wurde nicht fertiggestellt. Aufgrund von Meinungsverschiedenheiten zwischen ihm und Jones wurde die Zusammenarbeit der beiden nicht fortgeführt. Jones zog nach New York und am 15. April 1993 lief der Plattenvertrag bei Paisley Park Records nach sechs Jahren Laufzeit aus.

### Die Zeit danach (seit 1990)
Anfang der 1990er Jahre arbeitete Jill Jones unter anderem mit Indigo Girls, Ryuichi Sakamoto und The Listening Pool zusammen. Kommerziell erfolgreich waren die Produktionen nicht und Jones’ Bekanntheitsgrad sank über die Jahre. Erst im Jahr 2001 veröffentlichte sie – zusammen mit dem Instrumentalmusiker Chris Bruce – ihr zweites Studioalbum Two, das ein Akustikalbum ist. 2009 kehrte Jones mit der Single Living for the Weekend in die Charts zurück.
Am 12. Februar 2016 veröffentlichte Jones mit I Am nach 15 Jahren ihr drittes Studioalbum und nach Prince’ Tod im April 2016 brachte sie im Dezember 2016 den Song I Miss You heraus, dessen Liedtext eine Hommage an den verstorbenen Musiker ist.

## Liedtexte
Jill Jones’ Liedtexte aus den 1980er Jahren, die Prince geschrieben hat, enthalten gelegentliche sexuelle Anspielungen; Beispiele hierfür sind:
- Der Song Mia bocca (italienisch: „mein Mund“) beginnt mit den Worten „I have only had one lover since I was 12 years old“ („Ich hatte nur einen einzigen Liebhaber seit meinem 12. Lebensjahr“). Über einen anderen Mann im Song singt sie, „He drives me koo-koo“ – ein von Prince erfundener sexueller Slang-Ausdruck für verrückt sein nach einer Person. Zudem singt Jones, der Mann könne auch „to be a page in my diary“ („eine Seite in meinem Tagebuch belegen“) – der Ausdruck steht für einen One-Night-Stand.
- Im Song G-Spot singt Jones „I am a clock, the time is 9:15“ („Ich bin eine Uhr, es ist viertel nach neun“) – der Ausdruck steht für weitgespreizte Beine.
- Im Song For love singt sie: „For love I would suffer kisses from another if that was what turned you on“ („Aus Liebe würde ich Küsse eines anderen ertragen, wenn Dich das anturnen würde“).

Zudem veröffentlichte Prince im Juli 1985 den Song She’s Always in My Hair, dessen Liedtext von Jill Jones handelt. Der Song dient als B-Seite seines Top-Ten-Hits Raspberry Beret.

## Diskografie

### Studioalben
- 1987: Jill Jones
- 2001: Two (Jill Jones & Chris Bruce)
- 2004: Wasted (The Grand Royals featuring Jill Jones)
- 2016: I Am

### Singles
- 1987: Mia Bocca / 77 Bleeker St. (aus dem Album Jill Jones)
- 1987: G-Spot / Baby Cries (Ay Yah) (aus dem Album Jill Jones)
- 1987: For Love / Baby, You’re a Trip (aus dem Album Jill Jones)
- 1990: You Do Me (Ryuichi Sakamoto featuring Jill Jones) / Amore (aus dem Album Beauty)
- 1994: Bald (aus dem Sampler Flying)
- 1999: Call Me (Jill Jones vs. Todd Terry)
- 2001: Station / The Mission / Gorgeous Wonder (Jill Jones & Chris Bruce) (aus dem Album Two)
- 2007: Someone to Jump Up (Jill Jones vs. Funky Junction)
- 2009: Living for the Weekend
- 2011: This Is How to Feels (Get Far vs. Jill Jones)
- 2012: Help Me / Don’t Be Bad
- 2016: Fuck You Til You’re Groovy
- 2016: I Miss You

### Gastsängerin auf Prince-Alben
- 1982: 1999
- 1985: His Majesty’s Pop Life/The Purple Mix Club
- 1987: Camille
- 1987: Sign “☮” the Times
- 1998: Crystal Ball
- 2001: The Very Best of Prince
- 2006: Ultimate
- 2016: 4Ever
- 2017: Purple Rain Deluxe
- 2019: Originals
- 2019: 1999 Super Deluxe

Zudem übernahm Jill Jones die Backing Vocals in einigen Songs auf folgenden Alben:
- 1980: Lady T – Teena Marie
- 1980: Irons in the Fire – Teena Marie
- 1981: It Must Be Magic – Teena Marie
- 1984: Starchild – Teena Marie
- 2000: Love Songs – Teena Marie
- 1988: Kristen Vigard – Kristen Vigard
- 1989: Earth Girls Are Easy (Soundtrack zum Film Zebo, der Dritte aus der Sternenmitte)  – Sampler
- 1990: Beauty – Ryuichi Sakamoto
- 1990: Pandemonium – The Time
- 1994: Flying – Sampler
- 1994: Still Life – The Listening Pool
- 1996: Chic Freak and More Treats – Nile Rodgers
- 1999: Live at the Budokan – Chic
- 2000: A Brighter Day – Ronny Jordan